# Таронян, Гайк Арутюнович
Гайк Арутюнович Таронян (4 октября 1931 — 26 сентября 2017) — советский и российский ученый-антиковед, переводчик.
Место работы: Институт всеобщей истории РАН, Отдел сравнительного изучения древних цивилизаций (Москва).

## Избранная библиография
Переводы:
- Филодем. Об экономике[3]
- Аристотель. Экономика

С. И. Соболевский со студентами. 1954 г.
На фото: А. А. Морозов (крайний слева), Г. А. Таронян — четвёртый слева

- Беседы Эпиктета. М.: Научно-издательский центр «Ладомир» , 1997
- Русский перевод некоторых отрывков: Исей. Речи. Перевод с древнегреческого Г.А. Тарояна (Москва) // Вестник древней истории, 2013, №1
- Естествознание. Об искусстве: [Кн. 33-36] / Плиний Старший; Пер. с латин., предисл. и примеч. Г. А. Тароняна. - М. : Науч.-изд. центр "Ладомир", 1994

Составитель:
- Древний Восток в античной и раннехристианской традиции (Индия, Китай, Юго-Восточная Азия). Подбор текстов, пер. с древнегреч. и лат., примеч. и аннот. указ. Г. А. Тароняна; введение А. А. Вигасина. – М.: Ладомир, 2007